# Аббасов, Шамсудин Али оглы
Шамсаддин Али оглы Аббасов (10 сентября 1966) — советский борец греко-римского стиля, чемпион СССР, обладатель Кубка мира в команде.

## Биография
В январе 1989 года на чемпионате СССР в Минске стал бронзовым призёром. В июле 1990 года в Кишинёве, в финале одолел Виктора Савчука, став чемпионом СССР. В ноябре 1990 года в шведском Гётеборге на Кубке мира в личном зачёте стал серебряным призёром, а в команде победителем.

## Спортивные результаты
- Чемпионат СССР по классической борьбе 1989 — ;
- Чемпионат СССР по классической борьбе 1990 — ;
- Кубок мира по борьбе 1990 — ;
- Кубок мира по борьбе 1990 (команда) — ;